# The Rising
The Rising es el nombre del 12° álbum grabado por el músico estadounidense Bruce Springsteen, Fue lanzado al mercado bajo el sello discográfico Columbia Records el 30 de julio de 2002. Grabado entre enero y marzo de 2002, The Rising fue el primer álbum de estudio de Springsteen en siete años, así como el primero con la E Street Band en dieciocho, e incluye canciones centradas en los ataques terroristas del 11-S.
Tras su publicación, The Rising obtuvo buenas reseñas de la prensa musical, que destacó el álbum como un regreso triunfante de Springsteen. Junto con el álbum de Beck Sea Change, The Rising fue el único disco en obtener la máxima puntuación de la revista Rolling Stone, quien también situó el álbum en el puesto 15 de la lista de los cien mejores álbumes de la década. En el plano comercial, debutó en el primer puesto de la lista estadounidense Billboard 200, con 520 000 copias vendidas durante su primera semana, y en la lista de discos más vendidos del Reino Unido. Además, el álbum obtuvo un Grammy al mejor álbum de rock.

## Historia
Aunque la mayor parte de las canciones fueron compuestas antes de los ataques terroristas del 11-S, Springsteen se inspiró en el álbum pocos días después de los ataques, cuando un desconocido detuvo su coche cerca de él, bajó la ventanilla y le dijo: «Te necesitamos ahora». «My City of Ruins» fue originalmente escrita sobre Asbury Park, aunque después de interpretarla en el teletón America: A Tribute to Heroes, obtuvo otro significado. «Further On (Up the Road)» fue interpretada en directo en el Madison Square Garden durante el verano de 2000 al final de la gira de reunión de la E Street Band, y aunque fue grabada y filmada, no fue incluida en Bruce Springsteen & the E Street Band: Live in New York City. «Waitin' on a Sunny Day» fue escrita a comienzos o mediados de la década de 1990 e interpretada al menos en una prueba de sonido durante la misma gira. Springsteen también comentó que «Nothing Man» fue originalmente completada en 1994 pero regrabada para The Rising.
«Mary's Place» está directamente inspirada en el tema de Sam Cooke «Meet Me at Mary's Place», mientras que «Let's Be Friends» tiene la forma musical del tema de John Mellencamp «Cherry Bomb». Por otra parte, «My City of Ruins» está compuesta en torno a la melodía del tema de Curtis Mayfield «People Get Ready».

## Recepción
Tras su publicación, The Rising obtuvo mayoritariamente críticas positivas de la prensa musical, con una puntuación de 82 sobre 100 en la web Metacritic basada en 21 reseñas. La revista musical Rolling Stone escribió sobre el álbum: «Con este nuevo disco, The Rising, Springsteen vadea entre el dolor y los escombros de aquel acontecimiento terrible y emerge con quince canciones que hacen una genuflexión con enorme tolerancia ante las penas que se desplazan a su paso». La revista eligió The Rising como el 15º mejor álbum de la década. La revista Uncut lo definió como «un bello y valiente álbum de humanidad, dolor y esperanza del compositor mejor cualificado para hablar de y sobre su país... Un logro imponente», mientras que Village Voice escribió: «El 11 de septiembre nos afectó a todos en diferente medida, y el modo en que afectó a Bruce Springsteen fue así-cuando la segunda torre cayó, se vio inmerso en un mundo de eterna incertidumbre».
Apoyado por una campaña de promoción importante y por una consiguiente gira de promoción, The Rising entró en el primer puesto de la lista estadounidense Billboard 200, su primer número uno desde la publicación de Greatest Hits, con 520 000 copias vendidas en su primera semana a la venta. Hasta la fecha, el álbum ha vendido más de 2 millones de copias, convirtiendo a The Rising en el álbum más vendido de su carrera musical desde Tunnel of Love.
The Rising recibió múltiples nominaciones a los premios Grammy en su 46ª edición, entre ellos al mejor álbum de rock y al álbum del año, mientras que la canción «The Rising» fue nominada en las categorías de mejor interpretación vocal de rock masculina y mejor canción de rock. Springsteen ganó los tres premios a excepción del Grammy al mejor disco del año.

## Lista de canciones
Todas las canciones escritas y compuestas por Bruce Springsteen. 
| N.º | Título                            | Duración |  |
| 1.  | «Lonesome Day»                    | 4:10     |  |
| 2.  | «Into the Fire»                   | 5:05     |  |
| 3.  | «Waitin' on a Sunny Day»          | 4:20     |  |
| 4.  | «Nothing Man»                     | 4:24     |  |
| 5.  | «Countin' on a Miracle»           | 4:45     |  |
| 6.  | «Empty Sky»                       | 3:35     |  |
| 7.  | «Worlds Apart»                    | 6:10     |  |
| 8.  | «Let's Be Friends (Skin to Skin)» | 4:22     |  |
| 9.  | «Further On (Up the Road)»        | 3:53     |  |
| 10. | «The Fuse»                        | 5:37     |  |
| 11. | «Mary's Place»                    | 6:04     |  |
| 12. | «You're Missing»                  | 5:12     |  |
| 13. | «The Rising»                      | 4:50     |  |
| 14. | «Paradise»                        | 5:40     |  |
| 15. | «My City of Ruins»                | 5:01     |  |

## Personal
| Músicos - Bruce Springsteen: voz, guitarra acústica, guitarra principal, guitarra barítona y armónica - E Street Band - Roy Bittan: teclados, piano, melotrón, kurzweil, armonio y crumar - Clarence Clemons: saxofón y coros - Danny Federici: órgano, farfisa y Vox continental - Nils Lofgren: guitarra eléctrica, dobro, guitarra slide, banjo y coros - Patti Scialfa: coros - Garry Tallent: bajo - Steve Van Zandt: guitarra eléctrica, mandolina y coros - Max Weinberg: batería - Soozie Tyrell: violín y coros - Brendan O'Brien: glockenspiel, campanas y zanfona-órgano - Larry Lemaster: chelo - Jere Flint: chelo - Jane Scapantoni: chelo - Nashville String Machine: orquestación - Asif Ali Khan and Group: instrumentación árabe | Equipo técnico - Chris Austopchuck: dirección artística - Dave Bett: diseño - Billy Bowers: ingeniero asistente - Danny Clinch: fotografía - Karl Egsieker: ingeniero asistente - Laurie Flannery: edición digital - Nick Lidia: grabación - Bob Ludwig: masterización - Brendan O'Brien: productor musical y mezclas |

## Posición en listas
| Año  | País              | Lista                       | Posición |
| ---- | ----------------- | --------------------------- | -------- |
| 2002 | Alemania          | Media Control Albums Charts | 1        |
| 2002 | Austria           | Ö3 Austria Top 40           | 2        |
| 2002 | Bélgica (Flandes) | Ultratop 200 Albums         | 2        |
| 2002 | Bélgica (Valonia) | Ultratop 200 Albums         | 3        |
| 2002 | Canadá            | Top Canadian Albums         | 1        |
| 2002 | España            | Promusicae Albums Chart     | 1        |
| 2002 | Estados Unidos    | Billboard 200               | 1        |
| 2002 | Francia           | SNEP Albums Chart           | 10       |
| 2002 | Irlanda           | Irish Albums Chart          | 2        |
| 2002 | Noruega           | VG-lista Albums Chart       | 1        |
| 2002 | Nueva Zelanda     | New Zealand Top 40 Albums   | 1        |
| 2002 | Países Bajos      | Mega Album Top 100          | 1        |
| 2002 | Reino Unido       | UK Album Chart              | 1        |
| 2002 | Suecia            | Albums Top 60               | 1        |
| 2002 | Suiza             | Top Albums 100              | 2        |

| Año  | Sencillo                 | Lista                     | Posición más alta |
| ---- | ------------------------ | ------------------------- | ----------------- |
| 2002 | «The Rising»             | Billboard Mainstream Rock | 24                |
| 2002 | «The Rising»             | Billboard Hot 100         | 52                |
| 2002 | «The Rising»             | UK Singles Chart          | 94                |
| 2002 | «Lonesome Day»           | UK Singles Chart          | 39                |
| 2003 | «Waitin' on a Sunny Day» | ARIA Singles Chart        | 51                |